# Museo nazionale delle arti naïves Cesare Zavattini
Il Museo nazionale delle arti naïves Cesare Zavattini è un museo d'arte di Luzzara che ha sede nell'ex Convento degli Agostiniani, nei pressi della Chiesa dell'Annunciata.
Il museo conserva oltre 500 opere e presenta un'emeroteca e una mediateca tematiche.

## Architettura
L'ex convento fu costruito dagli Agostiniani intorno al XVI secolo: della fase più antica si conservano il porticato e qualche volta a vela. Rimaneggiato più volte, nell'Ottocento l'edificio fu adibito a ospedale per infermi, poi a casa di riposo.
A sud del complesso si sviluppa un'ala costruita intorno alla metà de Novecento, la quale costituisce un tutt'uno con il corpo più antico.
Tra gli affreschi dell'ex convento si ricorda la Madonna con bambino e due figure di santi ai lati del pittore veronese Francesco Monsignori, distrutto nell'incendio del 1918.

## Storia

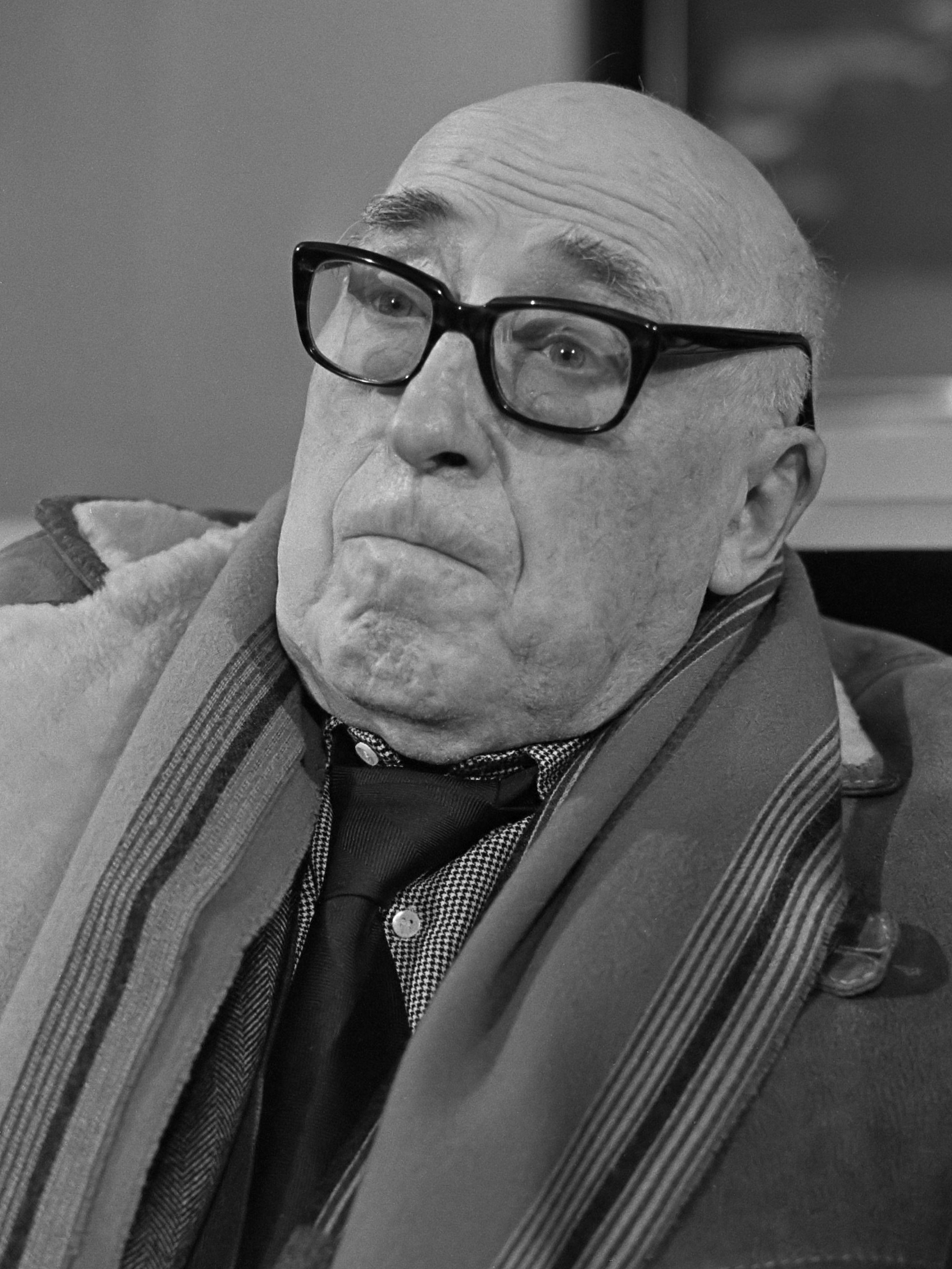
Cesare Zavattini nel 1980

La creazione e la conservazione della collezione ebbe inizio attorno al 1968, a seguito della realizzazione della prima edizione del Premio dei Naïfs del 1967, per volere dello scrittore Cesare Zavattini. Le opere scelte dalla giuria entrano a far parte dell'esposizione permanente.
A seguito del terremoto dell'Emilia del 2012 l'edificio è stato gravemente danneggiato e il museo è stato chiuso al pubblico in attesa di ricollocazione.

## Collezione
Il museo è dedicato all'arte naïf o naïfismo (arte ingenua in francese) e contiene oltre 500 opere pittoriche, scultoree e grafiche di:
- Cesare Zavattini
- Antonio Ligabue
- Pietro Ghizzardi
- Ferruccio Bolognesi
- Norberto Proietti
- Bruno Rovesti
- Gino Covili
- Elena Guastalla
- Maria Andruszkievicz
- Irene Invrea
- Brenno Benatti
- Antonio Donati